# Barta Alfonz
Barta Alfonz, becenevén Talfi (Miskolc, 1957. március 26. –) magyar billentyűs, a klasszikus, ún. Bakancsos  Edda Művek tagja.

## Pályafutása
Klasszikus zenei tanulmányokat folytatott, zongorázott, mellette megtanult basszusgitáron és dobon is játszani. Gimnáziumi tanulmányai mellett a Paxit együttesben játszott, és amikor egy sárospataki presszóban zenélt (jogosítvány megszerzésére gyűjtve pénzt), majd a Flamingó együttes tagja volt, amikor Pataky Attila az Eddába hívta.
Fontos szerepe volt az első három Edda-album dalainak hangszerelésében. Besorozták katonának, de együttese kitartott mellette: elérték, hogy minisztériumi engedéllyel, két kiskatona kíséretében részt vehessen a jelentősebb koncerteken (köztük a Szovjetunió-beli turné) és a felvételeken (Edda Művek 2. album, Ballagás film). A leszereléséig a kisebb koncerten társai négyen játszottak, áthangszerelve a dalokat. A harmadik általa hangszerelt Edda lemez után Svájcba disszidált. Három alkalommal tért haza az Edda jubileumi koncertjeire, 1990-ben és 2000-ben a „Bakancsos” néven emlegetett felállás állt össze, 1995-ben egy dal erejéig vendégszerepelt.
A zenélést Svájcban is folytatta, két szólólemeze jelent meg: I was at Hilton Basel és a Stay with me. Valamint 1990-től évente 5-6 hónapot a Hilton Baselben játszik.
Jelenleg az Amerikai Egyesült Államokban él. A Talfi Music Productiont ő és párja hozták létre  Floridában. A zenei cég az ő elévülhetetlen zenei tudására lett felépítve ami élő zenei szolgáltatással, hangszereléssel, zeneszerzéssel, hang és fénytechnikai dolgokkal egyaránt foglalkozik, de mind az ő egyedülálló tudását igényli. Zenei karrierje menedzsere segítségével az USA-ban is kiteljesedik.
2015-ben újra hazalátogatott, és a nagyrészt volt Edda-tagokból álló (Csillag Endre, Donászy Tibor, Mirkovics Gábor) Zártosztály zenekarral adott közös koncertet augusztus 5-én Barba Negra Trackben, ahol "bakancsos" Edda dalokat játszott az együttessel.
2017-ben  két koncert erejéig újra fellépett a Zártosztály zenekarral, korábbi Eddás társaival együtt (Zselencz László, Csapó György, Fortuna László, Róna György, Darázs István).
2019-ben, -elmondása szerint utoljára-, látogatott haza, két koncerten (Budapest, Miskolc) a Zártosztály keretein belül újra együtt játszott régi társaival, de fellépett az Érzés Edda Művek- tribute zenekarral, és a Jankai Béla, Kálmán György, Sipos Péter összetételű Triásszal is.
2021-ben a B52 hajdúszoboszlói koncertjén lépett fel vendégként.
2024-ben újra hazalátogatott: először a Retro Rádiónak adott interjút, majd két koncert erejéig játszott a Zártosztály zenekarral,  korábbi társaival (Zselencz László, Fortuna László, Csapó György) együtt: július 26.-án Budapesten, a Barba Negra Blue Stage-en, majd 27.-én Miskolcon, a diósgyőri Ady Endre Művelődési Házban.

## Felszerelése
Elmondása szerint az Edda-tagsága alatt Vermona orgonán, Korg szintetizátoron és Le Logan mellotronon játszott. Hammond-orgonát csak a stúdiófelvételeken használt. Az 1995-ös Budapest Sportcsarnokbeli és a 2000-es kisstadioni Edda-koncerten a jelenlegi billentyűs, Gömöry Zsolt hangszerein, a 2015-ös Zártosztály koncerten Hammond orgonán, Oberheim zongorán, és egy Korg szintetizátoron játszott.   A 2017-es koncerteken Nord C2 elektromos orgonán, illetve Korg Kronos 2 61 és Roland A33  szintetizátorokon játszott.  2019-ben is hasonló felszerelésen játszott, annyi különbséggel, hogy valódi Hammond-orgonát használt.
A 2024-es Zártosztály koncerteken Roland A33 és A800 Pro, valamint Kurzweil PC3  szintetizátorokon,  és Hammond SK Pro orgonán játszott (Lázár Zsigmond hangszerein).

## Diszkográfia

### Edda

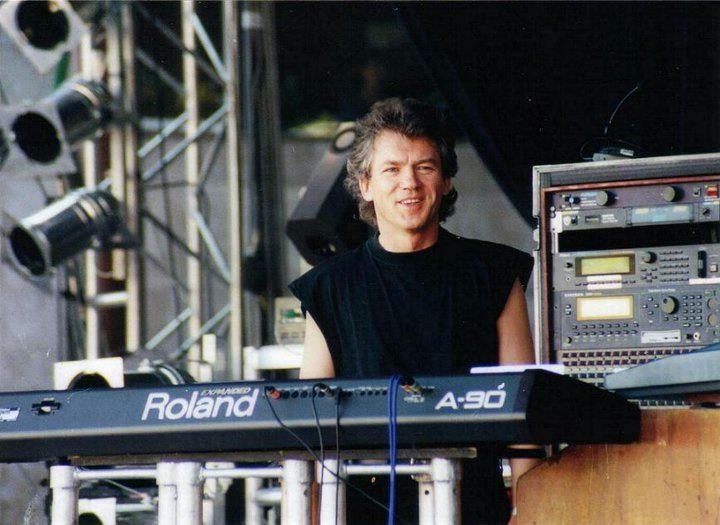
Egy Edda Művek koncerten

| Év   | Album címe                                                |
| 1979 | Minden sarkon álltam már / Álom                           |
| 1980 | Edda Művek 1.                                             |
| 1980 | Ballagás (kislemez)                                       |
| 1981 | Edda Művek 2.                                             |
|      | English Promo kislemez                                    |
| 1982 | 1. 2. 3… Start (Popmajális – Edda Művek, P. Box, Karthago |
| 1983 | Edda Művek 3.                                             |

### Szólóalbumok
- Stay with Me
- I Was at Hilton Basel

### Zártosztály
- Őrült érzés (CD+DVD) (2018)

## További információ
- Talfi Music Production Archiválva 2012. július 5-i dátummal a Wayback Machine-ben